# John Titor

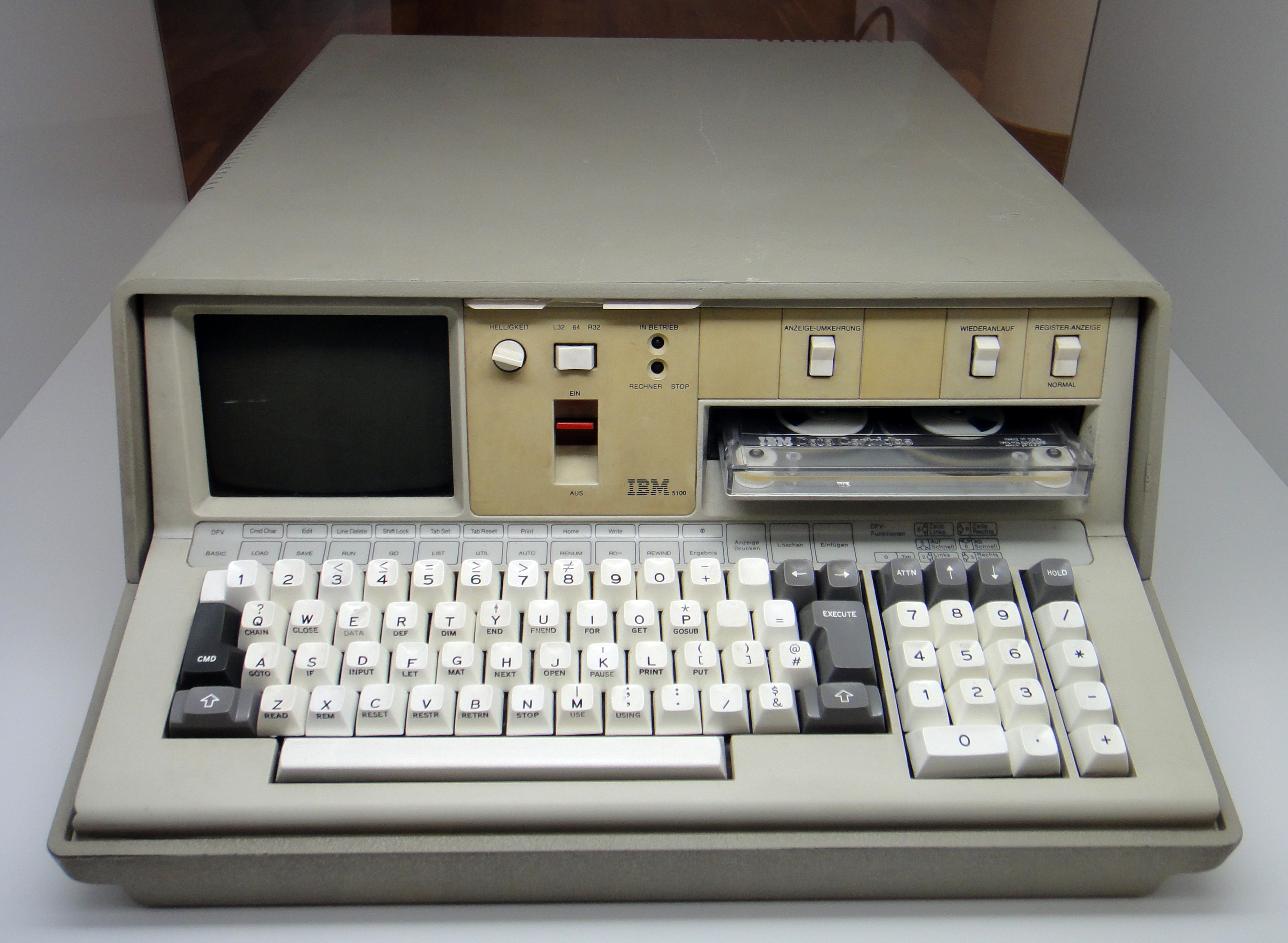
John Titor twierdził, że jest amerykańskim żołnierzem z roku 2036, któremu przydzielono misję cofnięcia się do 1975 i zdobycia komputera IBM 5100

John Titor – osoba podająca się za podróżnika w czasie, rzekomo urodzona w 1998 roku, przybyła do współczesności (w roku 2000) z przyszłości (roku 2036) jako 38-latek.
2 listopada 2000 roku w Internecie na pewnym forum dyskusyjnym zaczęły pojawiać się posty od osoby, która nazwała się „TimeTravel_0” (Podróżwczasie_0) (później przedstawiała się jako John Titor) i twierdziła, że przybyła w wehikule czasu z 2036 roku.
Po jakimś czasie John Titor zaczął wysyłać zdjęcia, które rzekomo przedstawiały wehikuł czasu.
John Titor na łamach forum pisał na temat czasów, z których rzekomo przybywa, odpowiadał również na pytania innych użytkowników forum. W swoich postach pisał głównie o tym, jak żyją ludzie w 2036 roku oraz o III wojnie światowej, która według niego rozpoczęła się w 2015 roku.
24 marca 2001 Titor ogłosił, że wraca do swoich czasów. Po tym czasie nie pojawił już się żaden post od niego. Jak do tej pory nie udało się ustalić, kim była faktycznie osoba (osoby/instytucje) przedstawiająca się jako John Titor.

## Streszczenie świata przedstawionego przez Titora
Te wydarzenia, według oficjalnych oświadczeń Johna Titora, miały miejsce do roku 2036:
- Druga wojna secesyjna, mająca rozpocząć się w 2008 i trwać do 2015.
- W 2012 nastąpi wydarzenie podobne do przejścia Mojżesza przez Morze Czerwone w ucieczce przed niewolą egipską.
- Trzecia wojna światowa rozpoczęta w 2015, zakończona przez Rosję, która zbombardowała amerykańskie, europejskie i chińskie miasta.
  - Przed tym wydarzeniem (nazywanym „N-Day”) Chiny wymuszają przyłączenie do swojego terytorium Japonii, Korei i Tajwanu.
  - Do użytku wchodzą broń chemiczna i biologiczna.
  - Australia odpiera chińską inwazję.
  - Wojna zabija 3 miliardy ludzi.
- Wydarzenia powojenne
  - Środowiska ocalałych zbierają się i kształcą w bibliotekach i na uniwersytetach.
  - Stany Zjednoczone dzielą się na pięć regionów według różnych czynników i celów militarnych.
  - Konstytucja Stanów Zjednoczonych zostaje zmieniona.
    - Prezydent jest wybierany oddzielnie dla każdego regionu.
    - Wiceprezydent jest wybierany w osobnych wyborach.
    - Stolica Stanów zostaje przeniesiona do miasta Omaha w Nebrasce.
- Życie w 2036:
  - Społeczeństwo
    - Służba wojskowa odgrywa dużą rolę w codziennym życiu.
    - Kara śmierci wciąż jest wykonywana.
    - Teksas jest zhispanizowany.

  - Religia i przekonania
    - Religia odgrywa główną rolę w codziennym życiu.
    - Dekalog przyjmuje oryginalną formę.

  - Technologie
    - Bezprzewodowa sieć jest upowszechniona.
    - Telewizja i telefonia są obsługiwane przez Internet.
    - Książki i podobne media są rozpowszechniane przez Internet i drukowane na lokalnych hubach.
    - Microsoft i Yahoo! już nie istnieją. Napster wciąż rozprowadza muzykę przez sieć.
    - Elektryczność nie jest dostarczana na długie dystanse. W użyciu są odnawialne źródła energii, głównie energia słoneczna.

  - Środowisko
    - Środowisko silnie skażone jest promieniowaniem. Największym problemem jest brak wody pitnej.
    - Globalne ocieplenie ma mały wpływ. Temperatura jest właściwie taka sama.

  - Zdrowie
    - Współczynnik urodzeń jest o wiele niższy z powodu komplikacji porodowych i śmierci płodowych.
    - Największymi problemami zdrowotnymi są choroby wściekłych krów i vCJD.
    - Nastąpił pewien postęp, jeżeli chodzi o walkę z rakiem, ale dalej nie wynaleziono lekarstwa na AIDS.